# Csúbu Centrair nemzetközi repülőtér
A Csúbu Centrair nemzetközi repülőtér (中部国際空港; Hepburn: Chūbu Kokusai Kūkō) (IATA: NGO, ICAO: RJGG) egy nemzetközi repülőtér az Ise-öbölben. Egy mesterséges szigeten található, Tokoname város (Aicsi prefektúra) közelében, Nagojától 35 km-re délre, közép-Japánban.

## Története

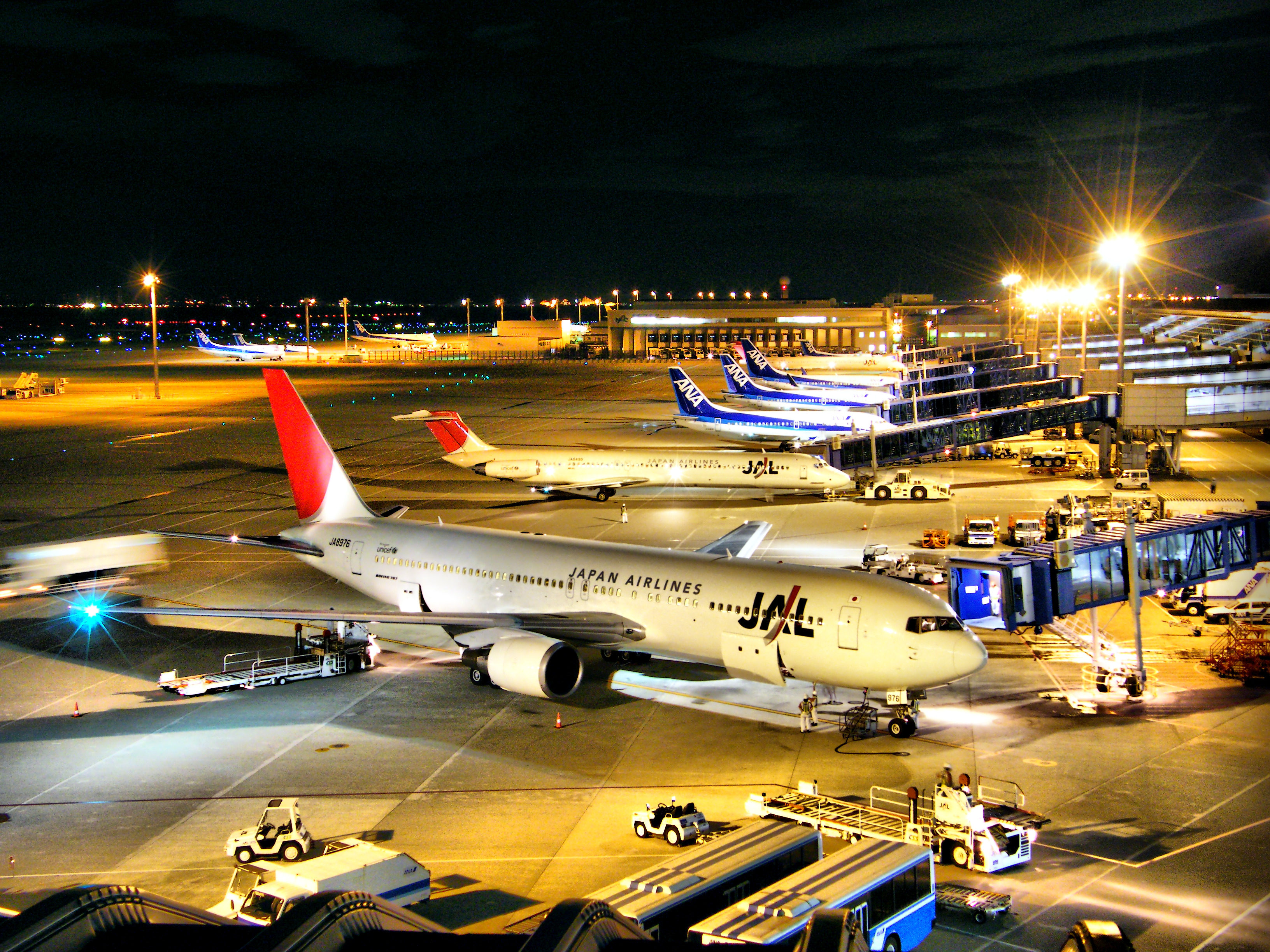
JAL, ANA repülőgépek a Chubu nemzetközi repülőtéren

Chubu Centrair az egyike Japán öt nagy nemzetközi repülőterének, ez a második repülőtér Japánban, ami egy mesterséges szigeten épült a Kanszai nemzetközi repülőtér után. [forrás?]
A Chubu Centrair szolgálja ki a harmadik legnagyobb városi területet Japánban Nagoja város közelében. A régió jelentős nagyvállalati székhely és gyártási központ, itt található a Toyota Motor Corporation, a Mitsubishi Motors, a Mitsubishi Aircraft Corporation.
Sok lobbizás után a helyi üzleti csoportok nyomására (mint pl a Toyota) kezdődött el az építkezés 2000 augusztusában. A költségvetés 768 milliárd Japán jen volt (5,5 milliárd €).
A Japan Airlines (JAL) volt az első légitársaság, ami leszállt Chubu Centrairon egy Boeing 767-300ER repülővel és 206 utassal. [forrás?]

## Terminálok
A fő terminál T alakú.

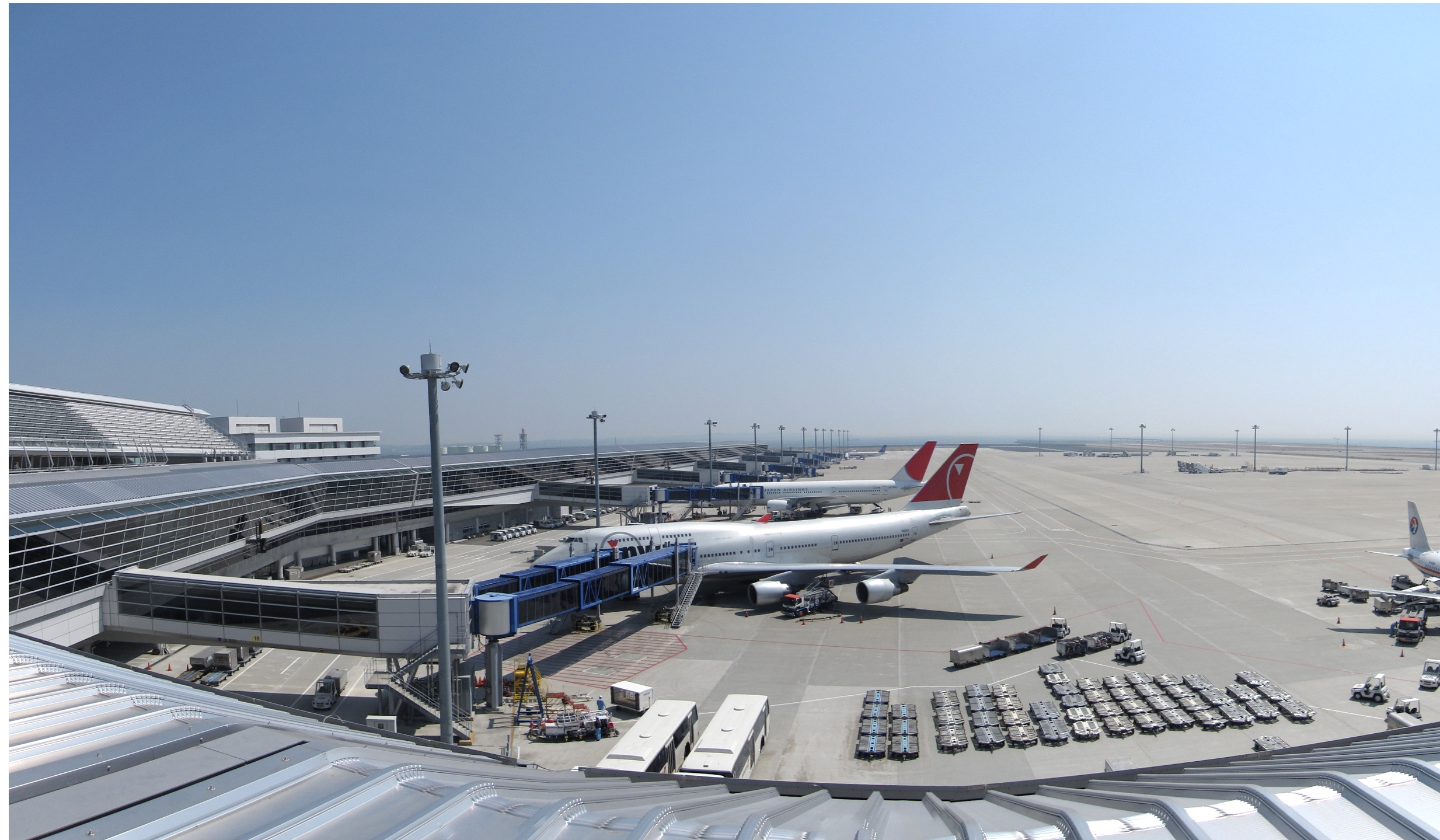
Kapuk a Centrair repülőtéren

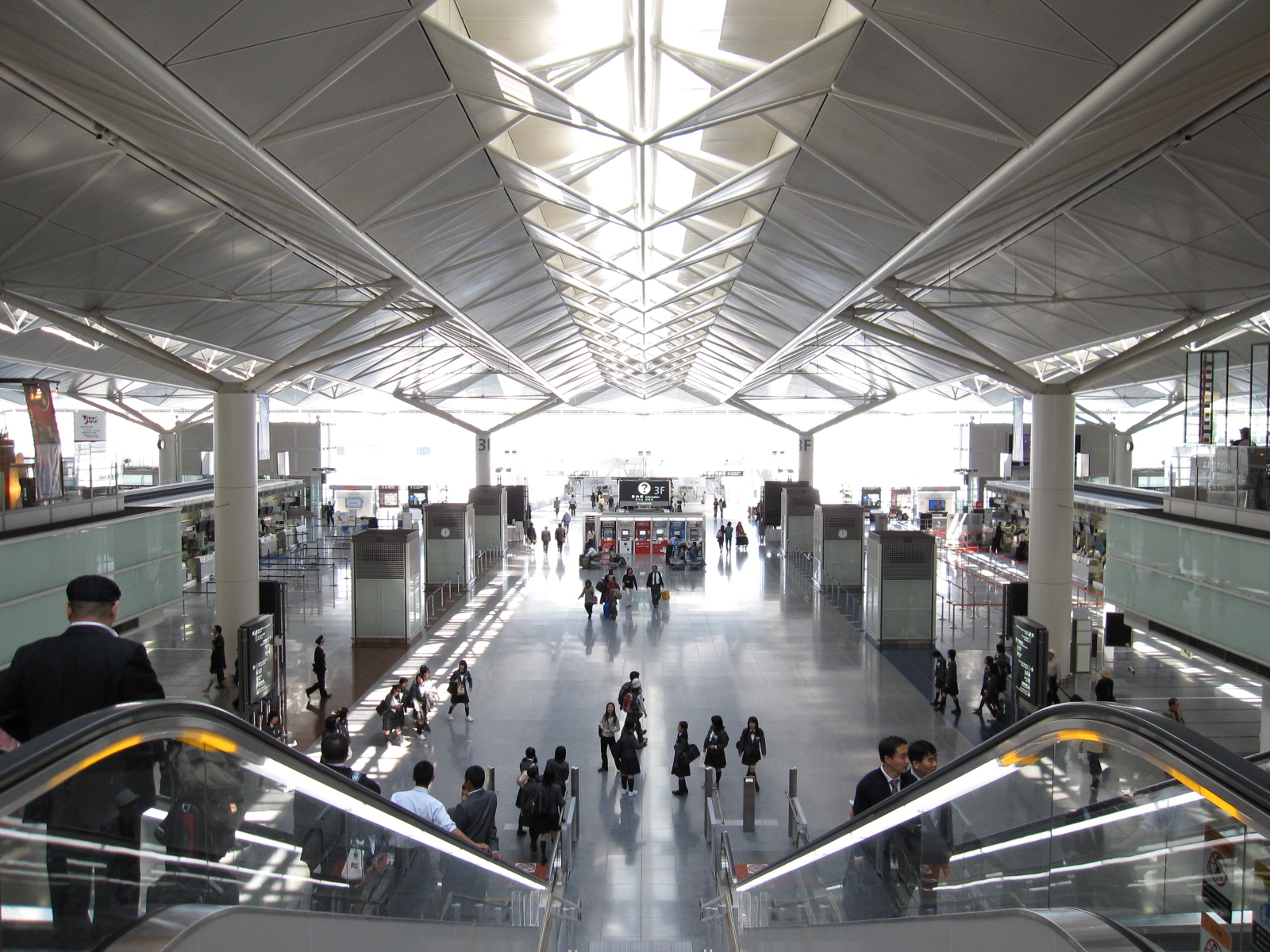
Fő hall az érkezési oldalon, a T alakú épületben

Eredetileg a tervezők tervei szerint a fő terminál hasonlítana egy origami darura, de ezt a tervet a magas megvalósítási ára miatt egyszerűsítették. [forrás?]
Az északi oldalon lévő terminálokhoz érkeznek a belföldi járatok, míg a déli oldalon a nemzetközi járatok, mindegyik elkülönített jegykiadókkal, ellenőrző pontokkal, valamint poggyász kezeléssel, illetve vámhivatalokkal rendelkezik.

## Földi szállítás

### Vonat

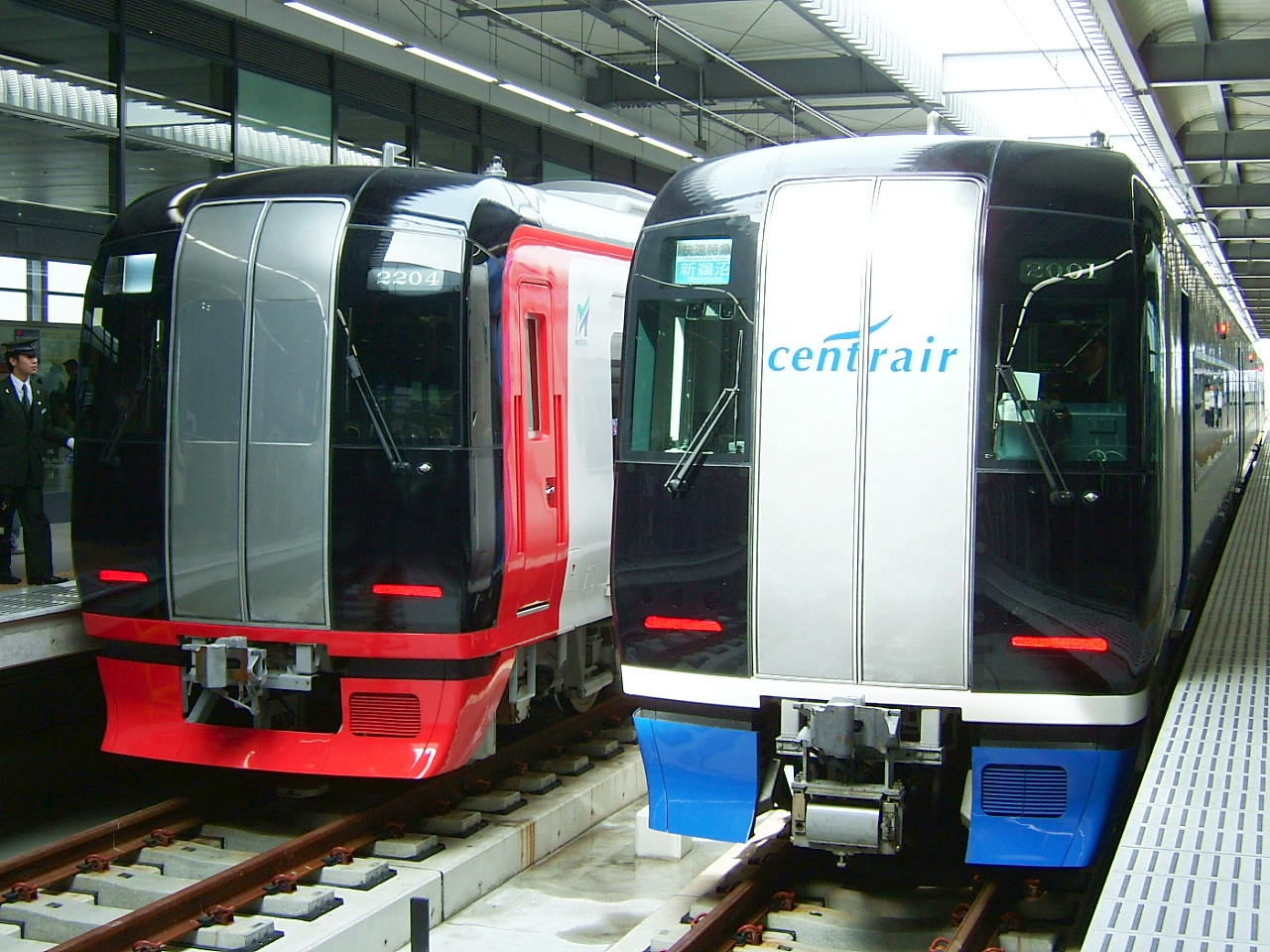
Meitecu, vagy µSky, Reptéri Expressz (jobbra), valamint Reptéri Expressz (balra)

A Central Japan International Airport Station (Chūbukokusaikūkō-eki) a Central Japan International Airport Line Company, Ltd. tulajdonában álló vasútállomás, amelyet bérelnek a Meitetsu magánvasutak számára. Az állomás a Chūbu Centrair nemzetközi repülőtérre közlekedik, egy rövid vonalon, amely összeköti az állomással a repülőtér termináljának épületeit. A leggyorsabb "µSky Reptéri Expressz" szolgáltatás köti össze a repülőteret Meitecu-Nagojával, 28 perc menetidővel. Meitecu-Nagoja mellett ott van a JR Nagoja pályaudvar, amely lehetővé teszi az átszállást a Tókaidó Sinkanszen nagysebességű vonatra, Kiotó, Shizuoka, valamint a Tokióba való utazás esetén.

### Busz
A repülőtérről közvetlen buszjáratok indulnak Nagojába és Sakae-ba. Ezen kívül saját buszjáratokat üzemeltetnek a különböző cégek és szállodák is. Valamint nagysebességű buszok közlekednek a szomszédos prefektúrákba.

### Komp
Három nagysebességű kompjárat található a Centrairon, amik a nyugati oldalon járnak az Ise-Öbölben. Egy kompjárat köti össze az utasterminált Tsu-val, az út 40 perces. Egy másik komp Macuszakával és Tokonaméval, az út 45 perces.

### Autó
Egy fizetős út vezet a szárazföldre.

## Forgalom
Az utasforgalom az elmúlt években az alábbi módon változott:
| Utasok száma | 10 763 581 | 11 617 797 | 9 178 791 | 8 636 108 | 9 552 867 | 10 177 713 | 11 446 244 | 13 458 823 | 2 539 307 | 8 507 373 |
|              | 2005       | 2007       | 2009      | 2011      | 2013      | 2015       | 2017       | 2019       | 2021      | 2023      |